# Ciénega Grande
Ciénega Grande är en ort i Mexiko.   Den ligger i kommunen Santos Reyes Nopala och delstaten Oaxaca, i den sydöstra delen av landet, 400 km sydost om huvudstaden Mexico City. Ciénega Grande ligger 989 meter över havet och antalet invånare är 211.
Terrängen runt Ciénega Grande är lite bergig. Runt Ciénega Grande är det ganska tätbefolkat, med 58 invånare per kvadratkilometer. Närmaste större samhälle är Santos Reyes Nopala, 10,1 km öster om Ciénega Grande. Omgivningarna runt Ciénega Grande är en mosaik av jordbruksmark och naturlig växtlighet.